# トム・リーズ
トム・リーズ（Tom Lees、1990年11月28日 - ）は、イングランド・ウォリック出身のプロサッカー選手。ハダースフィールド・タウンFC所属。ポジションはDF。

## 経歴
リーズ・ユナイテッドAFCのアカデミーで育成され、2009年1月にクラブと最初のプロ契約を結んだ。2009年9月1日、レンタル先のアクリントン・スタンリーFCでプロデビュー。2010年8月10日、リーグ2のベリーFCにレンタル移籍。ベリーでもレギュラーを獲得し、リーグ準優勝とリーグ1昇格に貢献した。レンタルからの復帰後、プレシーズンマッチのブラッドフォード・シティAFC戦でトップチームデビュー。
2014年8月、シェフィールド・ウェンズデイFCにフリーで加入。
2021年8月1日、ハダースフィールド・タウンFCにフリー移籍で加入し、2年契約を結んだ。

## 所属クラブ
ユース
- リーズ・ユナイテッドAFC 1999-2009

プロ
- リーズ・ユナイテッドAFC 2009-2014

→ アクリントン・スタンリーFC 2009-2010 (loan)
→ ベリーFC 2010-2011 (loan)
- シェフィールド・ウェンズデイFC 2014-2021
- ハダースフィールド・タウンFC 2021-